# Association Sportive Nancy-Lorraine 2013-2014
Questa voce raccoglie le informazioni riguardanti lo  Association Sportive Nancy-Lorraine  nelle competizioni ufficiali della stagione 2013-2014.

## Rosa
| N. |                           | Ruolo | Calciatore          |
| -- | ------------------------- | ----- | ------------------- |
| 3  | RD del Congo (bandiera)   | D     | Joël Sami           |
| 9  | Francia (bandiera)        | A     | Benjamin Jeannot    |
| 9  | Camerun (bandiera)        | A     | Benjamin Moukandjo  |
| 12 | Francia (bandiera)        | A     | Junior Joachim      |
| 13 | Gambia (bandiera)         | C     | Abdou Rahman Dampha |
| 13 | Francia (bandiera)        | D     | Joffrey Cuffaut     |
| 15 | Francia (bandiera)        | C     | Fouad Rachid        |
| 16 | Francia (bandiera)        | P     | Damien Grégorini    |
| 17 | Francia (bandiera)        | A     | Florent Zitte       |
| 18 | Costa d'Avorio (bandiera) | C     | Lossémy Karaboué    |
| 19 | Francia (bandiera)        | C     | Alexandre Cuvillier |
| 20 | Francia (bandiera)        | D     | Ibrahim Amadou      |

| N. |                    | Ruolo | Calciatore             |
| -- | ------------------ | ----- | ---------------------- |
| 21 | Francia (bandiera) | D     | Tobias Badila          |
| 22 | Francia (bandiera) | C     | Karim Coulibaly        |
| 23 | Camerun (bandiera) | A     | Jean-Landry Bassilekin |
| 24 | Francia (bandiera) | D     | Fabien Lippmann        |
| 25 | Haiti (bandiera)   | C     | Jeff Louis             |
| 26 | Francia (bandiera) | D     | Vincent Muratori       |
| 27 | Francia (bandiera) | C     | Thomas Ayasse          |
| 29 | Francia (bandiera) | C     | Romain Grange          |
| 30 | Francia (bandiera) | P     | Paul Nardi             |
|    | Francia (bandiera) | D     | Julien Cétout          |
|    | Marocco (bandiera) | A     | Youssouf Hadji         |
|    | Camerun (bandiera) | A     | Paul Alo'o Efoulou     |